# 張宏生
張宏生（1957年5月20日—），是一位文史学者。江蘇徐州人。

## 生平
徐州師範大學文學學士（1981）、1981年起師承著名文史學家程千帆教授、周勛初教授，先後獲得南京大學文學碩士（1984）、文學博士學位（1989），1985年起擔任南京大學中文系教職。現為南京大學文學院教授（兼博導）、香港浸會大學中文系教授（兼博導）、南京大學明清文學研究所所長、《全清詞》編纂研究室主任，兼任中國宋代文學學會理事、中國明代文學學會副會長。曾在美國哈佛大學、耶魯大學、香港浸會大學、台灣中央大學等院校擔任研究或教學工作。

## 專長
- 中國文學史
- 宋代文學、清代文學
- 詞學

## 著作
- 《全清词·雍乾卷》（编著），南京大学出版社，2012
- 《清詞探微》，上海古籍出版社，2008
- 《全清詞·順康卷補編》（編著），4冊，200萬字，南京：南京大學出版社，2008
- 《歷代婦女著作考》（編著，胡文楷原編，張宏生增訂），上海：上海古籍出版社，2008
- 《中國文學：傳統與現代的對話》（編著，與錢南秀合編），上海：上海古籍出版社，2007
- 《中國詩學考索》，江蘇教育出版社，2005
- 《全清詞·順康卷》，20册，850萬字，北京：中華書局，2002（程千帆主編，張宏生為主要參加者之一，並在程先生年邁時統籌主持全局工作）
- 《明清文學與性別研究》（編著），南京：江蘇古籍出版社，2002
- 《古代女詩人研究》（編著，與張雁合編），武汉：湖北教育出版社，2002
- 《南大，南大》（編著），南京：南京大學出版社，2002
- 《宋詩：融通與開拓》，上海：上海古籍出版社，2001
- 《戈鯤化集》（編著），南京：江蘇古籍出版社，2000
- 《古文類選》（編著，與柳士鎮合編），南京：南京大學出版社，1999（合编）
- 《中國佛教百科全書·詩偈卷》（編著），高雄：佛光文化事業有限公司，1999
- 《清代詞學的建構》，南京：江苏古籍出版社，1998
- 《唐傳奇選》（編著），台北：三民書局，1998（合著）
- 《中國佛教經典寶藏——輔教編》（編著），高雄：佛光文化事業有限公司，1996
- 《孔子的形象及其文學精神》，高雄：麗文文化事業股份有限公司，1995
- 《江湖詩派研究》，北京：中華書局，1995
- 《唐文粹選譯》（編著），成都：巴蜀書社，1991
- 《被開拓的詩世界》（與程千帆、莫礪鋒合著），上海：上海古籍出版社，1990
- 《感情的多元選擇》，北京：現代出版社，1990

## 榮譽
- 2005年 中国国务院政府特殊津贴
- 2004年 中国国家图书奖
- 2004年 夏承焘词学奖二等奖
- 2001年 国家优秀教学成果二等奖